# Liste der Gewässer in Frankfurt (Oder)
Die Liste der Gewässer in Frankfurt (Oder) enthält eine Auswahl der Still- und Fließgewässer im Gebiet der Stadt Frankfurt (Oder) und seiner Ortsteile. Die Stadt Frankfurt (Oder) hat eine Wasserfläche von 577 ha und es gibt 98 Seen und Teiche sowie 178 Fließgewässer und Gräben.

## Stillgewässer
| Name                                     | Lage                                 | Zuflüsse | Abflüsse | Inseln | Orte am Ufer | Orte in der Nähe | Maße                                                    | Einzugsgebiet | Besonderheiten | Bild            |
| ---------------------------------------- | ------------------------------------ | -------- | -------- | ------ | ------------ | ---------------- | ------------------------------------------------------- | ------------- | --- | --------------- |
| Amerikaner                               | Pagram ()                            |          |          |        |              |                  |                                                         |               | | Bild gesucht    |
| Beregnungsteich                          | Hohenwalde ()                        |          |          |        |              |                  |                                                         |               | | Bild gesucht    |
| Berstepfuhl                              | Pagram (Lage)                        |          |          |        |              |                  |                                                         |               | | Bild gesucht BW |
| Brennereiteich                           | Kliestow ()                          |          |          |        |              |                  |                                                         |               | | Bild gesucht    |
| Damaschketeich                           | (Lage)                               |          |          |        |              |                  |                                                         |               | | Bild gesucht BW |
| Dorfteich (Mitte)                        | Hohenwalde (Lage)                    |          |          |        |              |                  |                                                         |               | |                 |
| Dorfteich (westlich)                     | Hohenwalde (Lage)                    |          |          |        |              |                  |                                                         |               | | Bild gesucht BW |
| Dorfteich (östlich)                      | Hohenwalde (Lage)                    |          |          |        |              |                  |                                                         |               | |                 |
| Dorfteich                                | Markendorf (Lage)                    |          |          |        |              |                  |                                                         |               | |                 |
| Erlenbruch                               | Lossow ()                            |          |          |        |              |                  |                                                         |               | | Bild gesucht    |
| Fauler See                               | Güldendorf (Lage)                    |          |          |        |              |                  |                                                         |               | |                 |
| Großer Dorfsee                           | Lichtenberg (Lage)                   |          |          |        |              |                  |                                                         |               | |                 |
| Großer Technologieparkteich              | Markendorf (Lage)                    |          |          |        |              |                  |                                                         |               | |                 |
| Hospitalmühlenteich                      | Güldendorf (Lage)                    |          |          |        |              |                  |                                                         |               | | Bild gesucht BW |
| Kanonenteich                             | Markendorf (Lage)                    |          |          |        |              |                  |                                                         |               | | Bild gesucht BW |
| Kantorteich                              | Lossow (Lage)                        |          |          |        |              |                  |                                                         |               | | Bild gesucht BW |
| Kirchteich                               | Lossow (Lage)                        |          |          |        |              |                  |                                                         |               | |                 |
| Kleiner Dorfsee                          | Lichtenberg (Lage)                   |          |          |        |              |                  |                                                         |               | |                 |
| Kleiner Güldendorfer See                 | Güldendorf (Lage)                    |          |          |        |              |                  |                                                         |               | | Bild gesucht BW |
| Kleiner Küstersee                        | ()                                   |          |          |        |              |                  |                                                         |               | | Bild gesucht    |
| Kleiner Technologieparkteich             | Markendorf (Lage)                    |          |          |        |              |                  |                                                         |               | |                 |
| Kranichpfuhl                             | Markendorf (Lage)                    |          |          |        |              |                  |                                                         |               | | Bild gesucht BW |
| Krötenlaichgewässer südlich Nuhnenstraße | ()                                   |          |          |        |              |                  |                                                         |               | | Bild gesucht    |
| Krügerteich                              | (Lage)                               |          |          |        |              |                  |                                                         |               | |                 |
| Kuckteich                                | Lossow ()                            |          |          |        |              |                  |                                                         |               | | Bild gesucht    |
| Luch (Ottos Luch, Lauch)                 | Güldendorf ()                        |          |          |        |              |                  |                                                         |               | | Bild gesucht    |
| Lehmpfuhl                                | (Lage)                               |          |          |        |              |                  |                                                         |               | | Bild gesucht BW |
| Lenne-Teich                              | ()                                   |          |          |        |              |                  |                                                         |               | | Bild gesucht    |
| Löschwasserteich Klinikum Markendorf     | Markendorf (Lage)                    |          |          |        |              |                  |                                                         |               | |                 |
| Löschwasserteich Markendorf              | Markendorf (Lage)                    |          |          |        |              |                  |                                                         |               | |                 |
| Mauckmühlenteich                         | Güldendorf (Lage)                    |          |          |        |              |                  |                                                         |               | |                 |
| Obermühle (Geppteich, Prüferteich)       | Güldendorf (Lage)                    |          |          |        |              |                  |                                                         |               | | Bild gesucht BW |
| Obermühle                                | Booßen (Lage)                        |          |          |        |              |                  |                                                         |               | |                 |
| Pfuhl Gronenfelde                        | ()                                   |          |          |        |              |                  |                                                         |               | | Bild gesucht    |
| Ragoser Teich                            | Kliestow ()                          |          |          |        |              |                  |                                                         |               | | Bild gesucht    |
| Rustteich                                | Güldendorf ()                        |          |          |        |              |                  |                                                         |               | | Bild gesucht    |
| Sagertteich                              | Güldendorf (Lage)                    |          |          |        |              |                  |                                                         |               | | Bild gesucht BW |
| Schwedenschanze                          | Lossow ()                            |          |          |        |              |                  |                                                         |               | | Bild gesucht    |
| Schäferbergteich                         | Booßen (Lage)                        |          |          |        |              |                  |                                                         |               | |                 |
| Teich Berliner Straße                    | Booßen (Lage)                        |          |          |        |              |                  |                                                         |               | |                 |
| Teich Birnbaumallee                      | ()                                   |          |          |        |              |                  |                                                         |               | | Bild gesucht    |
| Teich Dachsberge                         | Güldendorf ()                        |          |          |        |              |                  |                                                         |               | | Bild gesucht    |
| Malchower Förstereiteich                 | Malchow, Lossow (Lage)               |          |          |        |              |                  |                                                         |               | | Bild gesucht BW |
| Teich Perleberger Straße                 | Hansa Nord (Lage)                    |          |          |        |              |                  |                                                         |               | |                 |
| Teich am Altenheim Markendorfer Straße   | (Lage)                               |          |          |        |              |                  |                                                         |               | |                 |
| Teich am Lindenplatz                     | Rosengarten (Lage)                   |          |          |        |              |                  |                                                         |               | |                 |
| Teich am Pagramgraben                    | Pagram ()                            |          |          |        |              |                  |                                                         |               | | Bild gesucht    |
| Teich am Quell                           | Rosengarten ()                       |          |          |        |              |                  |                                                         |               | | Bild gesucht    |
| Teich am Siedlerplatz                    | Rosengarten (Lage)                   |          |          |        |              |                  |                                                         |               | | Bild gesucht BW |
| Teich an der Booßener Straße             | (Lage)                               |          |          |        |              |                  |                                                         |               | | Bild gesucht BW |
| Teich an der Hauptstraße                 | Rosengarten (Lage)                   |          |          |        |              |                  |                                                         |               | |                 |
| Teich an der Kehrwiederstraße            | Güldendorf (Lage)                    |          |          |        |              |                  |                                                         |               | |                 |
| Teich an der Neuen Straße                | Lichtenberg (Lage)                   |          |          |        |              |                  |                                                         |               | |                 |
| Teich an der Straße Am Weinberg          | Güldendorf (Lage)                    |          |          |        |              |                  |                                                         |               | |                 |
| Teich hinter Möbel Boss                  | Nuhnen (Lage)                        |          |          |        |              |                  |                                                         |               | |                 |
| Teich im Gutshof Rosengarten             | Rosengarten (Lage)                   |          |          |        |              |                  |                                                         |               | |                 |
| Teich westlich Forstweg                  | Booßen (Lage)                        |          |          |        |              |                  |                                                         |               | | Bild gesucht BW |
| Teich östlich Forstweg                   | Booßen (Lage)                        |          |          |        |              |                  |                                                         |               | | Bild gesucht BW |
| Teiche an der Bahn                       | Markendorf ()                        |          |          |        |              |                  |                                                         |               | | Bild gesucht    |
| Vorwerksteich                            | Lichtenberg (Lage)                   |          |          |        |              |                  |                                                         |               | | Bild gesucht BW |
| Waldteich                                | Rosengarten ()                       |          |          |        |              |                  |                                                         |               | | Bild gesucht    |
| Wildparkteich                            | Rosengarten (Lage)                   |          |          |        |              |                  |                                                         |               | |                 |
| Ziegeleiteich I                          | Hohenwalde (Lage)                    |          |          |        |              |                  |                                                         |               | | Bild gesucht BW |
| Ziegeleiteich II                         | Hohenwalde (Lage)                    |          |          |        |              |                  |                                                         |               | |                 |
| Zubringerteich                           | Markendorf (Lage)                    |          |          |        |              |                  |                                                         |               | |                 |
| Zwillingsteich                           | Lossow (Lage)                        |          |          |        |              |                  |                                                         |               | |                 |
| großer Teich Baumschule                  | ()                                   |          |          |        |              |                  |                                                         |               | | Bild gesucht    |
| kleiner Teich Baumschule                 | ()                                   |          |          |        |              |                  |                                                         |               | | Bild gesucht    |
| Maserpfuhl                               | Güldendorf (Lage)                    |          |          |        |              |                  |                                                         |               | |                 |
| Röthepfuhl                               | Güldendorf (Lage)                    |          |          |        |              |                  |                                                         |               | | Bild gesucht BW |
| Teich an der Schulstraße                 | Booßen (Lage)                        |          |          |        |              |                  |                                                         |               | |                 |
| Birkenweiher                             | Booßen (Lage)                        |          |          |        |              |                  |                                                         |               | | Bild gesucht BW |
| Blanke Hölle                             | Hohenwalde (Frankfurt (Oder)) (Lage) |          |          |        |              |                  | Fläche: 4,578.74 haUmfang: 1,335.450.849.21 km          |               | |                 |
| Fischteich                               | Booßen (Lage)                        |          |          |        |              |                  |                                                         |               | |                 |
| Großer Dorfsee                           | Güldendorf (Lage)                    |          |          |        |              |                  | Fläche: 2,619 haUmfang: 674,38 m                        |               | |                 |
| Großer Kliestower See                    | Kliestow (Lage)                      |          |          |        |              |                  | Fläche: 2,716 haUmfang: 635,16 m                        |               | |                 |
| Helenesee                                | Lossow (Frankfurt (Oder)) (Lage)     |          |          |        |              |                  | Fläche: 2,146.125.716.25 km²Umfang: 7,382.082.268.62 km |               | |                 |
| Hellwegteich, nördlicher Hellwegteich    | Nuhnenvorstadt (Lage)                |          |          |        |              |                  | Fläche: 0,291.969 haUmfang: 213,059.013.08 m            |               | |                 |
| Hellwegteich, südlicher Hellwegteich     | Nuhnenvorstadt (Lage)                |          |          |        |              |                  | Fläche: 0,222.593.5 haUmfang: 207,280.436.33 m          |               | | Bild gesucht BW |
| Katjasee                                 | Lossow (Frankfurt (Oder)) (Lage)     |          |          |        |              |                  | Fläche: 60,914.910.5 haUmfang: 4,077.213.856.58 km      |               | |                 |
| Kleiner Kliestower See, Rohrpfuhl        | Kliestow (Lage)                      |          |          |        |              |                  | Fläche: 1,256.292 haUmfang: 526,262.873.34 m            |               | |                 |
| Krumme Hölle                             | Hohenwalde (Lage)                    |          |          |        |              |                  | Fläche: 2,661.689.5 haUmfang: 1,266.752.485.79 km       |               | |                 |
| Küstersee                                | Kliestow (Lage)                      |          |          |        |              |                  | Fläche: 0,541.050.275 haUmfang: 378,388.767.6 m         |               | |                 |
| Lienauteich                              | Obere Stadt (Lage)                   |          |          |        |              |                  | Fläche: 1,019.949.4 haUmfang: 401,126.915.68 m          |               | Die Nuhne fließt am Lienauteich vorbei und mündet wenig entfernt in die Klinge. Der Lienauteich dient als Rückstaubecken zum Hochwasserschutz. Teile des Regenwassers aus der Nuhne werden in den Lienauteich umgelenkt. Dadurch fließen bei Starkregen nicht mehr ganz so große Wassermengen über die Klinge ab. 2021 wurden für mehr als 400.000 EUR am Lienauteich Zulaufleitung und Einlaufbauwerk gebaut sowie die Ablaufleitung und das Auslaufbauwerk erneuert. |                 |
| Lokbad                                   | Süd (Lage)                           |          |          |        |              |                  | Fläche: 0,797.232.5 haUmfang: 377,283.718.11 m          |               | |                 |
| Mittelmühle                              | Booßen (Lage)                        |          |          |        |              |                  |                                                         |               | | Bild gesucht BW |
| Noacksteich                              | Lebuser Vorstadt (Lage)              |          |          |        |              |                  | Fläche: 0,101.109 haUmfang: 125,161.422.78 m            |               | |                 |
| Puschkinteich                            | Altberesinchen (Lage)                |          |          |        |              |                  | Fläche: 0,236.126.04 haUmfang: 191,080.374.33 m         |               | |                 |
| Sandfurtteich, Parkteich                 | Kliestow (Lage)                      |          |          |        |              |                  | Fläche: 0,145.163.5 haUmfang: 146,818.918.55 m          |               | |                 |
| Schafhölle                               | Hohenwalde (Lage)                    |          |          |        |              |                  | Fläche: 1,170.462 haUmfang: 491,322.126.31 m            |               | |                 |
| Schwänchenteich                          | Altberesinchen (Lage)                |          |          |        |              |                  | Fläche: 0,702.776.5 haUmfang: 305,746.548.91 m          |               | |                 |
| Teich Lillihof                           | Rosengarten (Lage)                   |          |          |        |              |                  |                                                         |               | | Bild gesucht BW |
| Theaterteich                             | Nuhnenvorstadt (Lage)                |          |          |        |              |                  | Fläche: 0,098.460.5 haUmfang: 133,202.638.97 m          |               | |                 |
| Untermühle                               | Booßen (Lage)                        |          |          |        |              |                  |                                                         |               | | Bild gesucht BW |
| Weiher                                   | Altberesinchen (Lage)                |          |          |        |              |                  | Fläche: 0,093.588.5 haUmfang: 117,503.897.66 m          |               | |                 |
| Westkreuzteich                           | Nuhnenvorstadt (Lage)                |          |          |        |              |                  | Fläche: 1,270.622 haUmfang: 431,072.277.65 m            |               | |                 |
| Wildenbruchteich                         | Obere Stadt (Lage)                   |          |          |        |              |                  | Fläche: 0,494.122 haUmfang: 255,623.528.46 m            |               | |                 |
| Ziegeleiteich                            | Nuhnenvorstadt (Lage)                |          |          |        |              |                  | Fläche: 0,274.985.5 haUmfang: 235,162.351.07 m          |               | |                 |
| Teich an der Markendorfer Straße         | Nuhnenvorstadt (Lage)                |          |          |        |              |                  |                                                         |               | |                 |
| Teich an der Nuhnenstraße/Messering      | Nuhnenvorstadt (Lage)                |          |          |        |              |                  |                                                         |               | |                 |

## Fließgewässer
Zu den Fließgewässern auf dem Stadtgebiet von Frankfurt (Oder) gehören neben der Oder das Klingefließ, der Stadtgraben (Lennéfließ), der Bahngraben, das Nuhnenfließ, das Ragoser Talfließ, der Lebuser Vorstadtgraben, der Kampelbuschgraben, der Lillihofgraben, der Mühlgraben, der Brennergraben, der Weiße Graben, der Lichtenberger Graben, der Markendorfer Abzugsgraben, das Hospitalmühlenfließ, das Güldendorfer Mühlenfließ und die Bardaune.

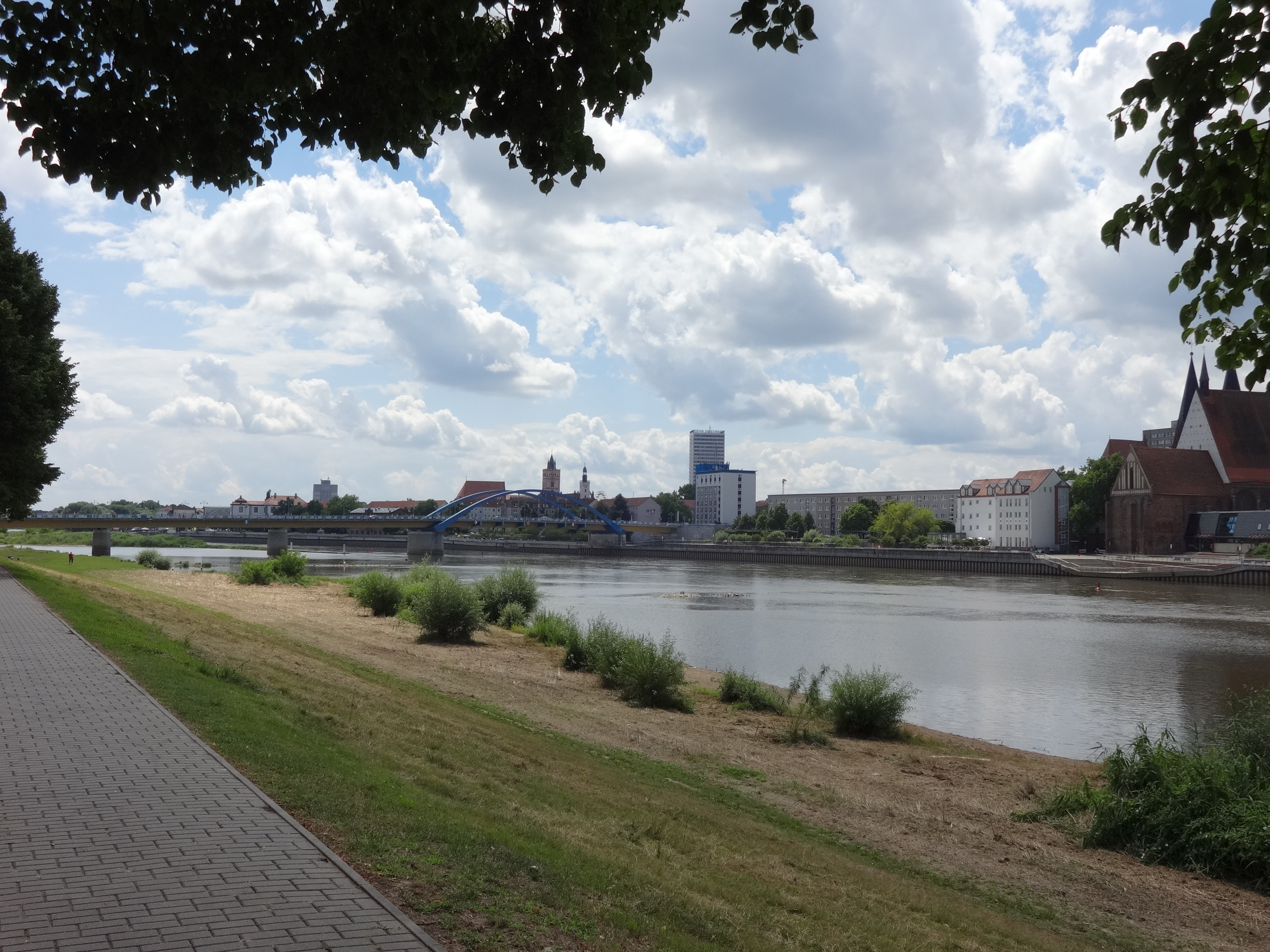
Oder in Frankfurt (Oder) von Słubice aus gesehen
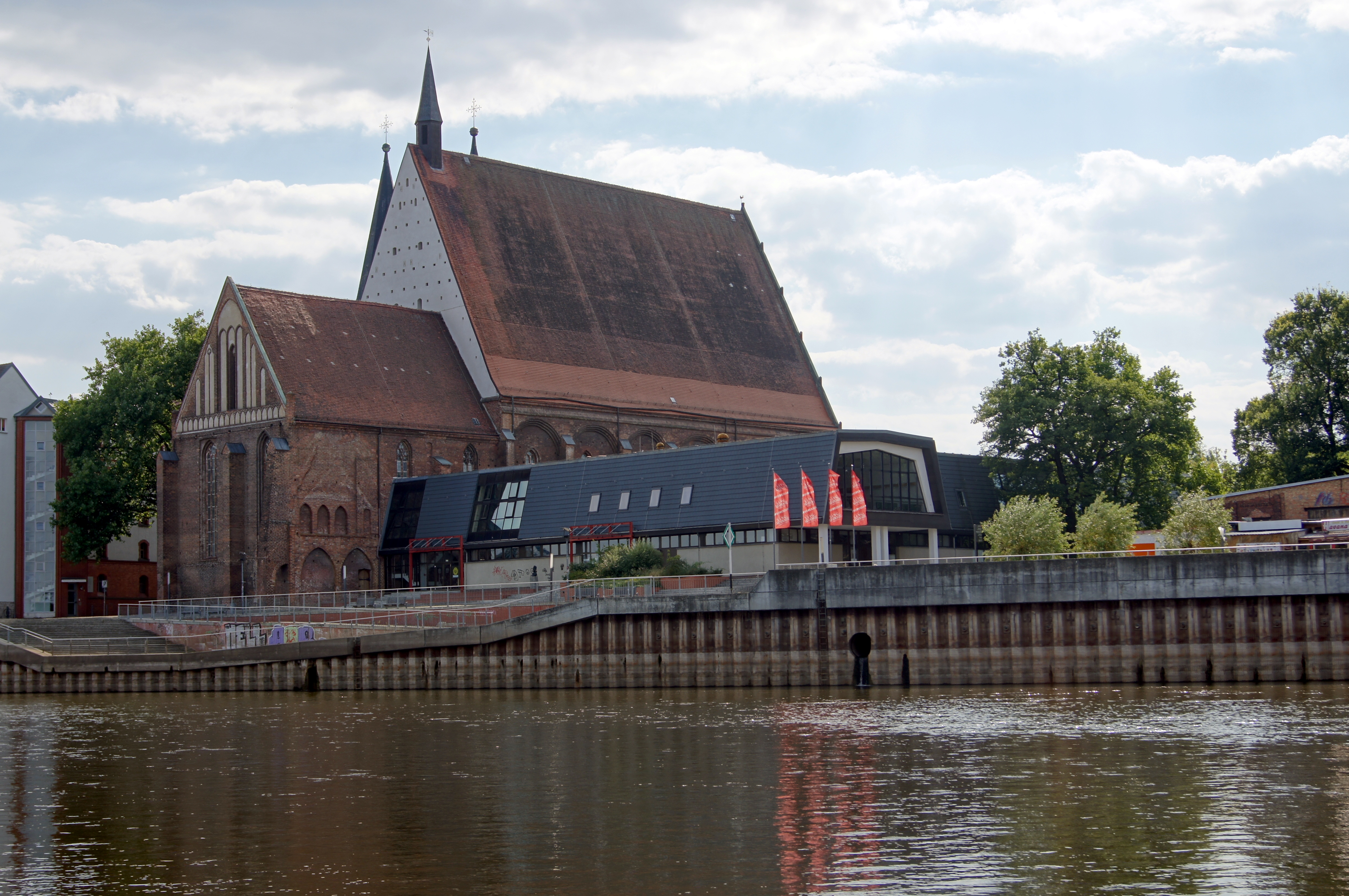
Verrohrte Mündung des Stadtgrabens (Lennéfließ) in die Oder
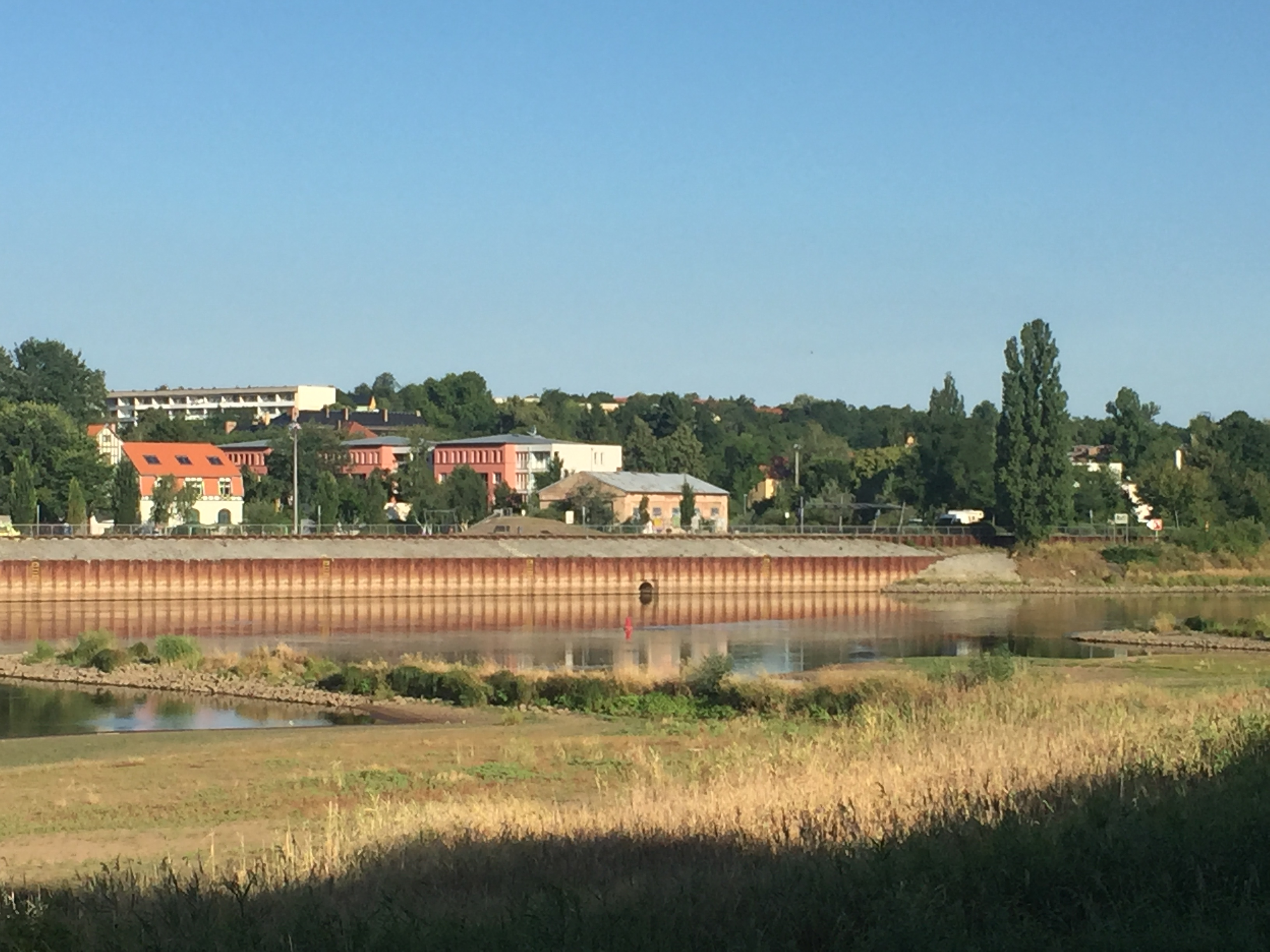
Verrohrte Mündung der Klinge in die Oder, 2018
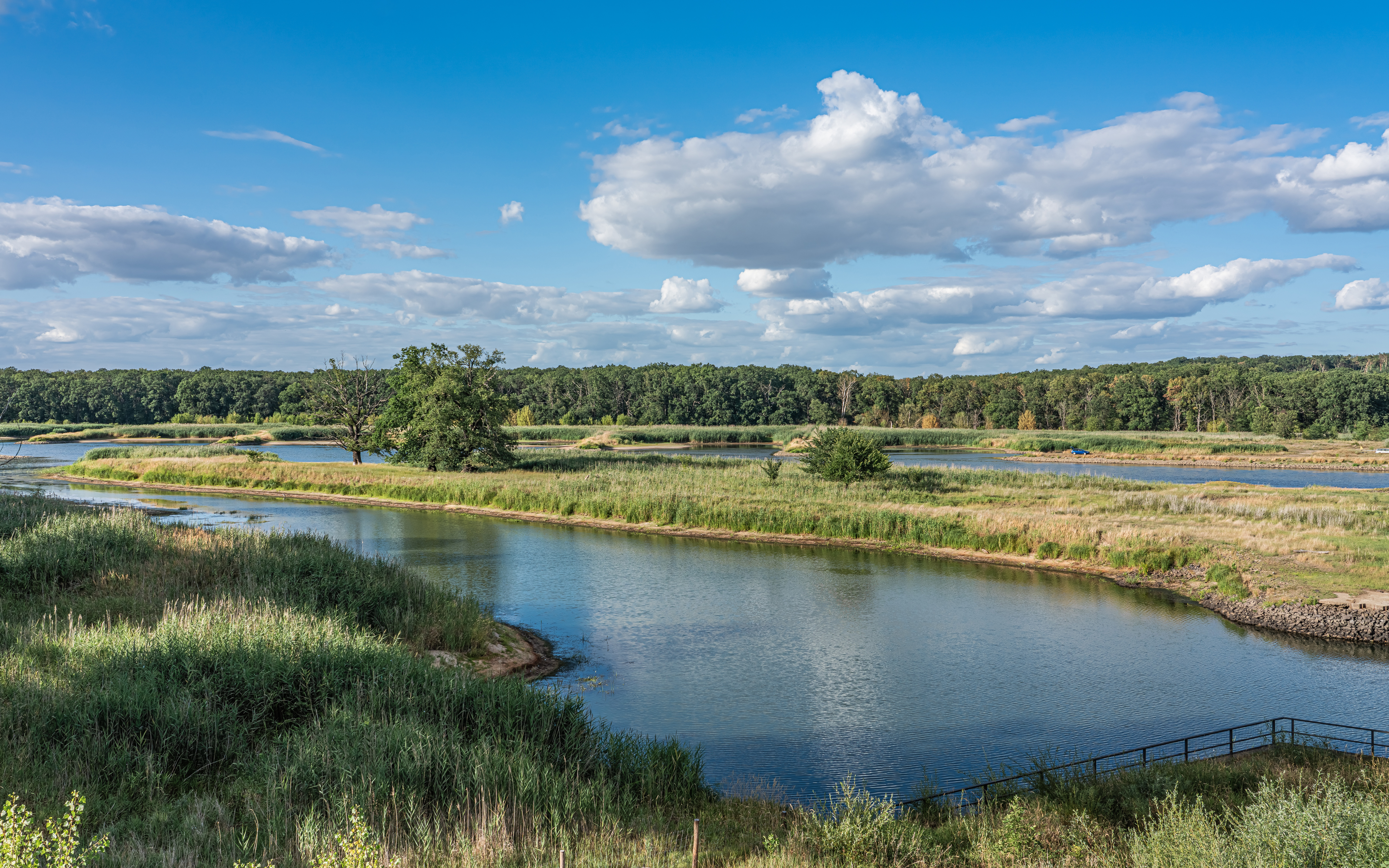
Obere Bardaune